# Seattle Storm 2004
La stagione 2004 delle Seattle Storm fu la 5ª nella WNBA per la franchigia.
Le Seattle Storm arrivarono seconde nella Western Conference con un record di 20-14. Nei play-off vinsero la semifinale di conference con le Minnesota Lynx (2-0), la finale di conference con le Sacramento Monarchs (2-1), vincendo poi il titolo WNBA battendo nella finale le Connecticut Sun (2-1).

## Roster
| N° | Naz.                   | Ruolo | Sportivo         | Anno | Alt. | Peso |
| -- | ---------------------- | ----- | ---------------- | ---- | ---- | ---- |
| 4  | Giamaica (bandiera)    | C     | Simone Edwards   | 1973 | 193  | 74   |
| 7  | Rep. Ceca (bandiera)   | C     | Kamila Vodičková | 1972 | 193  | 84   |
| 10 | Stati Uniti (bandiera) | G     | Sue Bird         | 1980 | 175  | 68   |
| 15 | Australia (bandiera)   | AC    | Lauren Jackson   | 1981 | 196  | 85   |
| 20 | Stati Uniti (bandiera) | G     | Michelle Greco   | 1980 | 175  | 66   |
| 22 | Stati Uniti (bandiera) | G     | Betty Lennox     | 1976 | 173  | 65   |
| 32 | Stati Uniti (bandiera) | A     | Adia Barnes      | 1977 | 180  | 75   |
| 33 | Stati Uniti (bandiera) | C     | Janell Burse     | 1979 | 196  | 90   |
| 43 | Stati Uniti (bandiera) | A     | Alicia Thompson  | 1976 | 185  | 82   |
| 44 | Australia (bandiera)   | G     | Tully Bevilaqua  | 1972 | 170  | 64   |
| 50 | Stati Uniti (bandiera) | A     | Trina Frierson   | 1979 | 188  | 84   |
| 55 | Stati Uniti (bandiera) | GA    | Sheri Sam        | 1974 | 183  | 73   |

## Staff tecnico
- Allenatore: Anne Donovan
- Vice-allenatori: Jenny Boucek, Jessie Kenlaw
- Vice-allenatore per lo sviluppo dei giocatori: Tal Skinner
- Preparatore atletico: Annmarie Henkel